# Blau-Birke
Die Blau-Birke (Betula × caerulea) ist eine Pflanzen-Hybride, die zur Familie der Birkengewächse (Betulaceae) gehört. Sie wird als eine Hybride von Papier-Birke (Betula papyrifera) und Grau-Birke (Betula populifolia) gedeutet. Die Blau-Birke ist im nordöstlichen Nordamerika von Neuschottland bis nach Vermont heimisch. In früheren Zeiten wurde sie teilweise als eigenständige Art betrachtet, die Einstufung als Hybride gilt aber seit langer Zeit als gesichert.

## Pflanzenbeschreibung
Den Namen hat die Blau-Birke von ihren bläulich-grünen Laubblättern. Im fortgeschrittenen Alter wird die Rinde rötlich-weiß und schält sich nicht. Im natürlichen Vorkommen wächst sie häufig buschig; in Anpflanzungen auf günstigen Standorten kann sie Wuchshöhen von 10 bis 20 m erreichen.
Die Blüte setzt im Mai ein. Die männlichen Kätzchen können 3 bis 5 cm lang werden, die weiblichen hingegen nur 0,8 cm. Der Fruchtstand ist 2,5 cm lang und zerfällt im September. Die Samen haben die birkentypische geflügelte Nüsschenform.